# Núria Puigcercós
Núria Puigcercós Llach, más conocida como Nury (Villanueva y Geltrú, 17 de junio de 1976), es una exfutbolista española que jugaba como delantera.

## Carrera

### Inicio profesional
Empezó jugando en el Fundació Esport Base de Villanueva, para saltar a la cantera del Real Club Deportivo Espanyol de Barcelona, debutando en el equipo infantil. En aquellos tiempos tuvo que jugar con chicos dado que no había equipo femenino. Su carrera fue a más hasta el punto que a la temprana edad de 14 años debutó en la superliga femenina con su club de origen, hasta convertirse en una de las piezas claves del mismo.

### Selección española femenina
Lo único notable que consiguió con la absoluta fue llegar en 1997 a las semifinales de la Eurocopa Femenina.

### Selección Catalana de Fútbol
Ganó seis veces el campeonato de España de selecciones autonómicas 2000, 2002, 2003, 2005, 2006, 2007. Todos estos campeonatos fueron ganados con la selección catalana absoluta.

### Real Club Deportivo Espanyol
En el año 1990, después de haber jugado en las categorías inferiores del Espanyol, le llega su momento y salta al terreno de juego como jugadora del primer equipo de la superliga femenina, donde cosechó notables éxitos.

### Su paso por Inglaterra
Llegó a Inglaterra de la mano de la entrenadora Laura Harvey entrenadora del Arsenal LFC donde consiguió su éxito más impresionante, ganar la Liga de Campeones de la UEFA femenina, y ganar seis títulos en una temporada.

### Lesión y retirada
En el verano de 2008 se lesionó gravemente en la rodilla jugando con la selección española un amistoso internacional contra Inglaterra. Tras su paso por el quirófano, decidió colgar las botas como futbolista profesional para dedicarse a su carrera como psicóloga. Actualmente trabaja para el RCD Espanyol.

## Títulos

### Colectivos
- 1989 - 1990: Campeona de España RCD Espanyol B
- 1995 - 1996: Copa de la Reina RCD Espanyol
- 1996 - 1997: Copa de la Reina RCD Espanyol
- 2005 - 2006: Copa de la Reina RCD Espanyol
- 2005 - 2006: Campeona SuperLiga RCD Espanyol
- 2005 - 2006: Campeona Copa Catalunya RCD Espanyol
- 2006 - 2007: UEFA Champions League Arsenal LFC
- 2006 - 2007: FA Women's Premier League National Division Arsenal LFC
- 2006 - 2007: FA Women's Cup Arsenal LFC
- 2006 - 2007: FA Women's Premier League Cup Arsenal LFC
- 2006 - 2007: FA Community Shield Arsenal LFC
- 2006 - 2007: London County FA Women's Cup Arsenal LFC
- 2007 - 2008: FA Women's Premier League National Division Arsenal LFC
- 2007 - 2008: FA Women's Cup Arsenal LFC
- 2007 - 2008: FA Community Shield Arsenal LFC
- 2007 - 2008: London County FA Women's Cup Arsenal LFC

### Individuales
- 2006: Noche del Deportista (Mejor Deportista de la ciudad) (Vilanοva y la Geltrú)
- Draft 2006: Mejor Delantera del año
- 2006 - 2007: FIFA Women's World Player (5.ª posición)
- 2007 - 2008: FIFA Women's World Player (4.ª posición)
- 2007 - 2008: 11 Ideal de la UEFA

## Clubes

### Futbolista
| Club                    | País       | Año       |
| ----------------------- | ---------- | --------- |
| Vilanova i la Geltrú    | España     | 1982-1987 |
| RCD Espanyol Infantil A | España     | 1987-1989 |
| RCD Espanyol B          | España     | 1989-1990 |
| RCD Espanyol A          | España     | 1990-2006 |
| Arsenal LFC A           | Inglaterra | 2006-2008 |

- Datos: Q6047657